# Timothy Bradley
Timothy Ray "Tim" Bradley, Jr (Cathedral City, 29 augustus 1983) is een Amerikaans professioneel bokser. Bradley is WBO kampioen weltergewicht en twee-voudig WBC junior weltergewicht kampioen. Bradley wordt getraind door voormalig titelkandidaat Joel Díaz. Hij won onder meer van Ruslan Provodnikov, Juan Manuel Marquez en Devon Alexander.
Bradley had zijn eerste professionele gevecht op 20 augustus 2004, hij won van Francisco Martinez in de tweede ronde. Later won hij de WBC jeugd wereldkampioen weltergewicht en super lichtgewicht titels. Hij versloeg ook de toekomstige IBF lichtgewicht kampioen Miguel Vazquez door een unanieme beslissing.

## Gevecht tegen Pacquiao
Bradley vocht op 9 juni 2012 tegen Manny Pacquiao om de WBO weltergewicht titel. Bradley won een controversiële overwinning op Pacquiao door middel van een split decision.
Bradley gaf Manny Pacquiao een rematch op 12 april 2014. Manny won deze wedstrijd.